# Équipe du Japon féminine de football
Cet article traite de l'équipe féminine. Pour l'équipe masculine, voir Équipe du Japon de football.
« Nadeshiko Japan » redirige ici. Pour femme japonaise idéalisée, voir Yamato nadeshiko.
Maillots
L'équipe du Japon féminine de football, ou Nadeshiko Japan (なでしこジャパン, nadeshiko signifiant œillet), est l'équipe nationale qui représente le Japon dans les compétitions majeures de football féminin : la Coupe du monde féminine de football, les Jeux olympiques d'été, la Coupe féminine d'Asie et l'Algarve Cup. La sélection féminine japonaise est sous l'égide de Nihon soccer kyôkai.
Le Japon a remporté toutes les compétitions de la FIFA en dehors des Jeux olympiques d'été et est considérée comme l'une des nations les plus fortes du football féminin. En 2011, le Japon est devenu la première équipe asiatique à remporter une Coupe du monde féminine de la FIFA.

## Histoire

### Les débuts
Au cours des années 1970, le nombre de joueuses de football augmentent de façon significative au Japon, et ceci donne naissance à plusieurs ligues régionales de football féminin dans diverses provinces du Japon.
En 1980, un premier championnat national féminin est mis sur pied, et une sélection nationale féminine voit le jour. En 1981, l'équipe nationale de football féminin joua son premier match international à Hong Kong. Au cours des années suivantes, l'équipe nationale joue plusieurs matchs internationaux amicaux au Japon ou dans d'autres pays, mais ce n'est pas une véritable équipe permanente avec une organisation: L'équipe nationale relevait plutôt du bon vouloir de l'ensemble des différentes ligues régionales japonaises.
En 1986, Ryōhei Suzuki est nommé entraîneur-chef de l'équipe féminine du Japon. Il contribue à créer une véritable structure nationale et une organisation pour une sélection japonaise. En 1989, le Nadeshiko League est créé, et l'équipe nationale féminine se qualifie pour la Coupe du monde féminine de football 1991 tenue en Chine: Les japonaises y subissent trois défaites consécutives en phase de poule et sont éliminées du mondial.

### Années de crise
L'équipe du Japon de football féminin continue sa participation à différents tournois internationaux dont la Coupe du monde féminine de 1995 et les Jeux olympiques de 1996. Cependant en 1999, le Japon n'arrive pas à se qualifier pour les Jeux Olympiques de 2000, et cela contribue au retrait de plusieurs joueuses de la sélection nationale. De plus de nombreuses équipes féminines japonaises ferment ou se retire de la Nadeshiko League. La fréquentation aux matchs de la ligue souffrent d'un déclin rapide. Le football féminin semble alors en période de crise au Japon.

### 2002-2007: Renouveau
En août 2002, la Fédération du Japon de football nomme Eiji Ueda comme nouvel entraîneur-chef de la sélection féminine japonaise. Celui-ci a été auparavant l'entraîneur de l'équipe nationale de football de Macao. Il réorganise la sélection dans le but d'une éventuelle qualification pour les Jeux Olympiques d'été 2004. Sous sa férule, l'équipe passe d'abord par une série de matches difficiles (plusieurs défaites), mais la qualité du jeu s'améliore progressivement et cet effort finit par obtenir une plus large audience des supporteurs japonais. En particulier, lors du match contre la Corée du Nord, pour une qualification aux Jeux olympiques de 2004, non seulement les supporteurs se déplacent par milliers (31,324 personnes présentes au Stade national), mais aussi le match est diffusé à la télévision nationale. Homare Sawa et Karina Maruyama marquent chacune un but pour une victoire de 2-0.
C'est la fête dans tout le pays. À la suite de cette augmentation de l'intérêt des supporteurs, la Fédération organise un concours public afin de choisir un surnom pour l'équipe féminine du Japon. Le nom « Nadeshiko Japan » est choisi parmi environ 2 700 propositions des fans et il est annoncé officiellement le 7 juillet 2004. De plus, parallèlement, en 2003 l'équipe féminine universitaire du Japon remporte une médaille d'argent aux Universiades de 2003 à Daegu en Corée du Sud et une médaille de bronze aux Universiade de 2005 à Izmir en Turquie.
En septembre 2007, a eu lieu la Coupe du monde féminine de la FIFA tenu en Chine. Pour y participer le Japon, classé troisième au Tour de qualification AFC, doit aller en match de barrage et vaincre le Mexique. Gagnantes 2-0 au Japon à l'aller, elles perdent 2-1 au match retour au Mexique mais victorieuses à la différence de buts. À la Coupe du monde féminine de 2007 apparaissent dans les stades chinois, des bannières xénophobes anti-japon. Lors de la phase de groupe, les japonaises ont un bilan mitigé: une victoire 1-0 contre l'Argentine, un nul 1-1 contre l'Angleterre et une défaite 0-2 contre l'Allemagne. Lors du match Japon-Allemagne à Hangzhou l’hymne nationale japonais est hué et un grand nombre de spectateurs restent assis sur leurs sièges. Les Japonaises terminent troisième dans leur groupe et ne sont pas qualifiées pour les quarts de finale.

### 2007: L'ère de Norio Sasaki
Fin 2007 Norio Sasaki est nommé entraineur-chef. En février 2008 il remporte son premier tournoi a la Coupe d'Asie de l'est. En fin mai-début juin 2008, c'est la Coupe d'Asie féminine de football et le Japon se classe troisième. Homare Sawa est élue joueuse MVP du tournoi et l'équipe japonaise reçoit le Prix du Fair Play.
En août 2008, ce sont la tenue des Jeux Olympiques de Pékin. Dans la phase de groupe, le Japon connaît d'abord un nul 2-2 contre la Nouvelle-Zélande, puis perd 0-1 contre les États-Unis. Au troisième match, la Norvège subit une défaite humiliante 1-5 des Japonaises. Cette victoire donne un élan à l'équipe japonaise qui vainc la Chine en quart-de-finale devant les supporteurs chinois. Malheureusement en demi-finale, les États-Unis sont trop forts et le résultat est 4-2 pour les Américaines. Les Japonaises tentent de se reprendre pour le match de la médaille de bronze qui les opposent aux Allemandes. Mais c'est une défaite de 0-2. Le Japon termine quatrième tout près d'une première médaille olympique au football féminin. Cette réalisation donne un second souffle et lors du Championnat d'Asie de l'Est féminin de football de 2010, les Japonaises invaincues triomphent. Par contre la Coupe d'Asie féminine de football de 2010 est plus difficile et les Japonaises terminent troisièmes. Cette troisième place les qualifie pour la prochaine Coupe féminine de Coupe du monde tenue en Allemagne.

### Période dorée et championnes du monde (2011-2015)

#### 2011: Coupe du monde en Allemagne

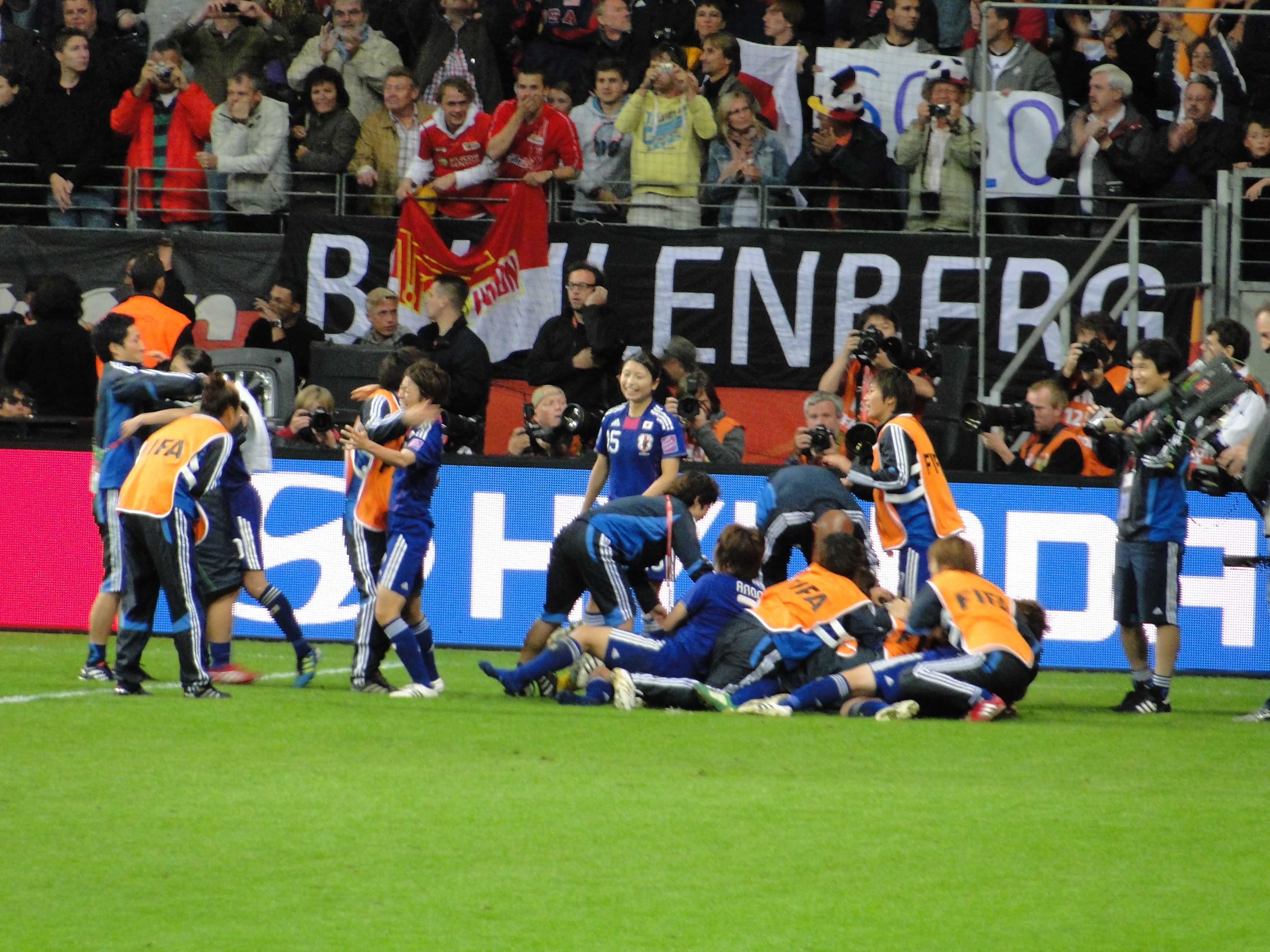
Célébration après la victoire de la Coupe du monde 2011.

Au Mondial féminin, après avoir terminé deuxième de son groupe derrière l'Angleterre, le Japon bat en quarts-de-finale le pays hôte l'Allemagne 1-0, puis vainc la Suède 3-1 en demi-finale pour atteindre la grande finale. Ce sera contre l'équipe expérimentée des États-Unis qui vient de vaincre la France en demi-finale. Après le temps réglementaire et les prolongations, le score est de 2-2, entre les deux équipes. Le Japon bat les États-Unis 3-1 aux tirs au but, devenant la première équipe asiatique à remporter une Coupe du monde Féminine de la FIFA.
Pendant cette coupe du monde, l'équipe japonaise a l'appui du public. Les salve d'applaudissements sont nombreuses et afin de remercier le public, l'équipe déploie à la fin de chacun de ses matches une bannière de remerciement pour les gestes de solidarité et d'appui vis-à-vis de la population japonaise touchée par le tremblement de terre du 11 mars 2011. Au retour de l'équipe nationale au Japon, le gouvernement leur décerne un prix d'honneur pour service rendu au peuple japonais. Homare Sawa est élue joueuse féminine de la FIFA de l'année devant Marta et Abby Wambach.

#### 2012: Jeux Olympiques de Londres

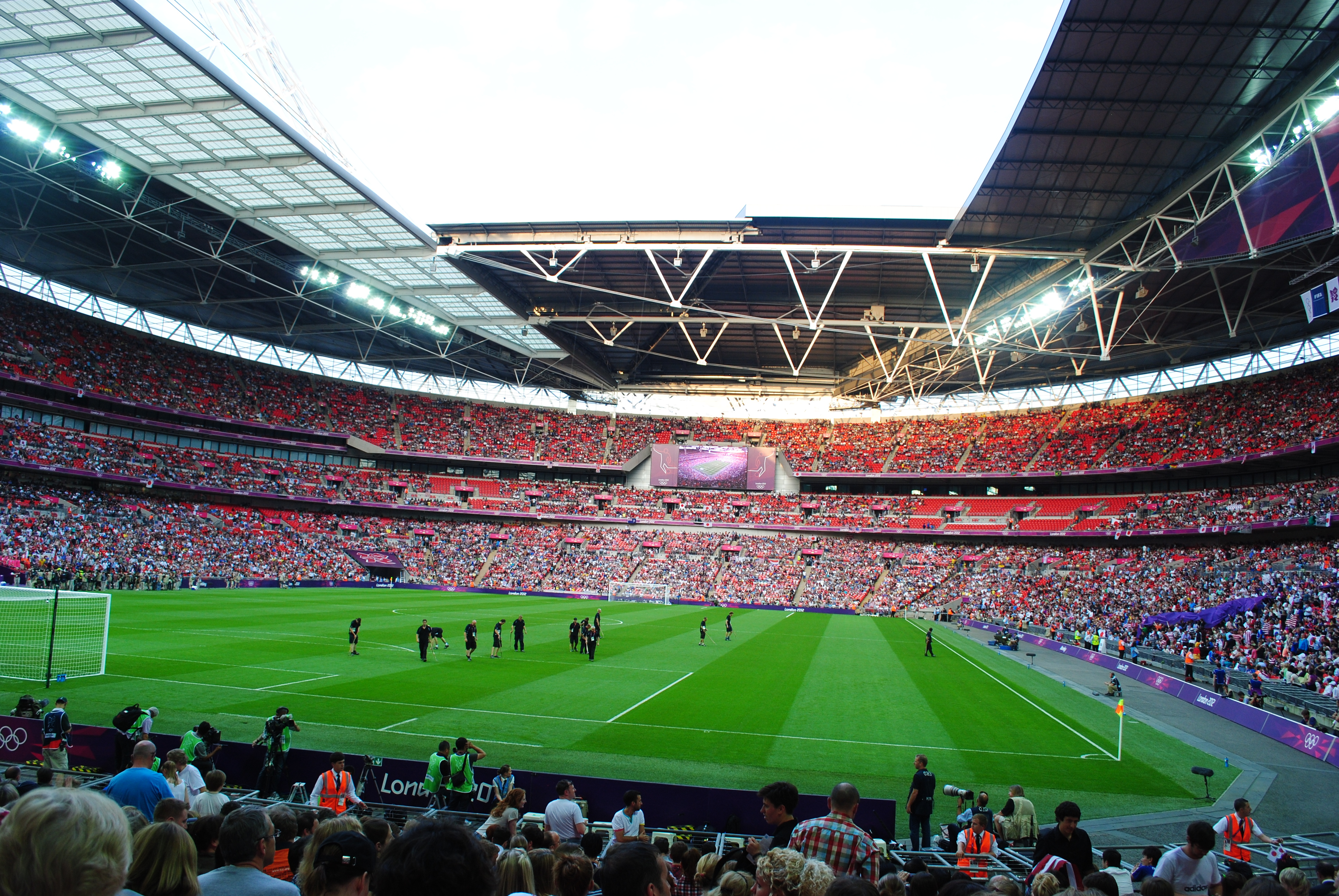
Le stade de Wembley lors de la finale.

Les Nadeshiko démarrent leur tournoi olympique le 25 juillet contre le Canada au Ricoh Arena de Coventry et s'imposent 2-1. Au deuxième match de poule le 28 juillet, toujours au Ricoh Arena, elles affrontent la Suède de Lotta Schelin mais les deux formations se séparent sur un match nul équitable 0-0. Alors qu'un point leur suffisent pour se qualifier, le 31 juillet au Millennium Stadium de Cardiff, les joueuses de Nario Sasaki font face à une équipe sud-africaine déjà éliminée mais bien regroupée derrière qui les oblige à concéder le point du match nul 0-0 non sans peur.
En quart de finale le 3 août, le Japon s'ouvre les portes des demi-finales après une victoire 2-0 tout en maîtrise tactique contre le Brésil, pourtant médaillé d'argent lors des deux précédentes éditions. En demi finale, les japonaises affrontent l'équipe de France de Bruno Bini le 6 août au stade de Wembley ; elles s'imposent 2-1 face à des bleues bien trop timorées en début de rencontre et qui ratent un penalty sur un tir non-cadré d'Élise Bussaglia à la 79e minute. En finale, les japonaises sont opposées aux États-Unis le 9 août au stade de Wembley mais les Nadeshiko ne parviennent pas à reproduire l'exploit du mondial précédent et sont battues 2-1 ; elles se sont pourtant procurées de nombreuses occasions et ont globalement dominé les débats en imposant leur jeu à base de passes courtes rapides mais cela n'a pas suffi face à la bonne organisation américaine et la remontée du score de Yūki Ōgimi à la 63e minute. La dernière médaille du Japon aux Jeux olympiques dans la discipline du football remontait à 1968 avec une médaille de bronze remportée par l'équipe masculine à Mexico, soit 44 ans d’attente.

#### 2015: Coupe du monde au Canada

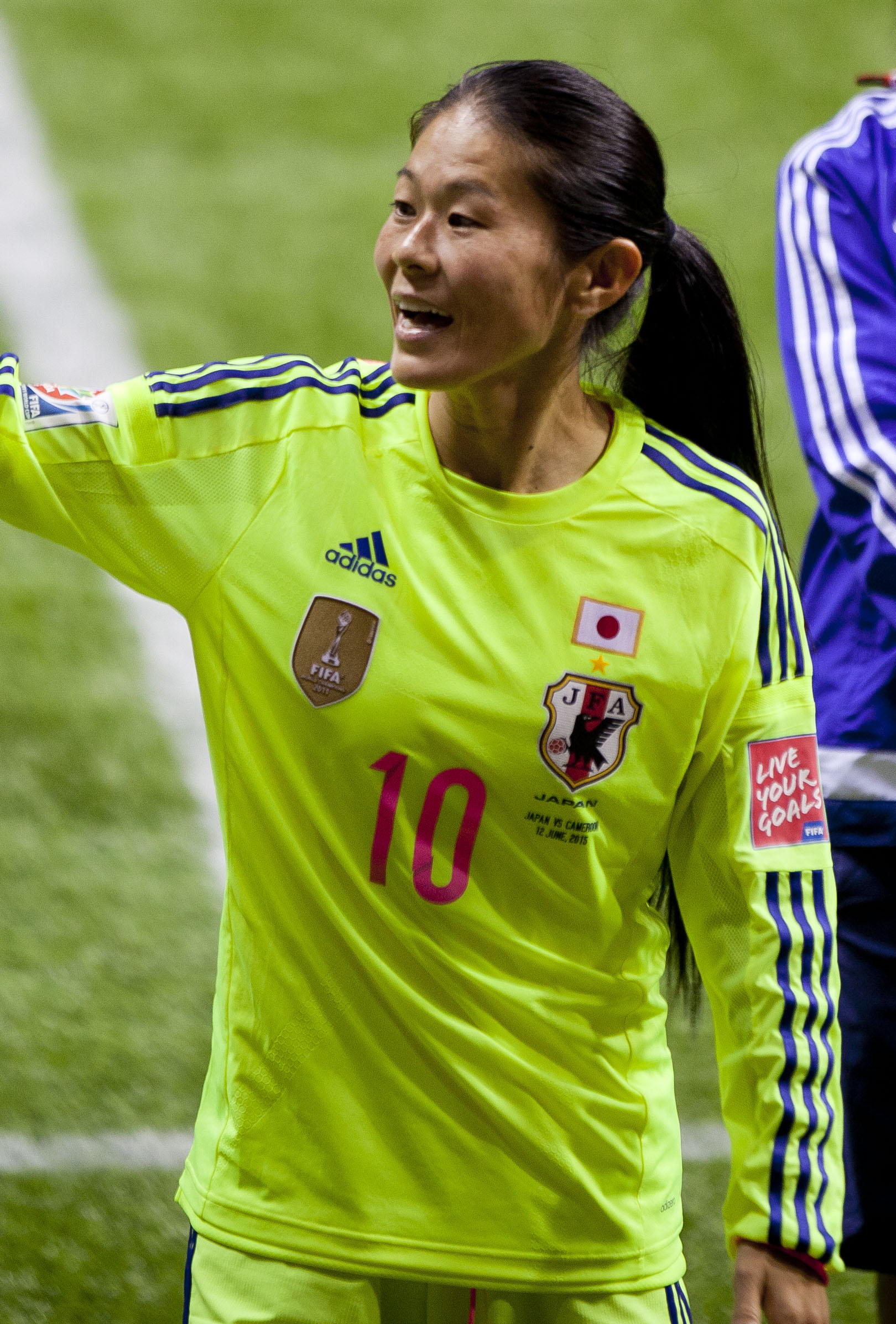
Homare Sawa lors de la Coupe du monde 2015.

Le Japon entame sa compétition le 8 juin au BC Place Stadium de Vancouver face à la Suisse ; les Nadeshiko s'imposent 1-0 grâce à un but d'Aya Miyama sur penalty à la 29e minute. Le 12 juin au BC Place Stadium, le Japon affronte le Cameroun pour le deuxième match de poule et remporte la partie 2-1 assez facilement malgré un but en fin de rencontre de l'attaquante camerounaise Ajara Nchout. Déjà qualifié pour les huitièmes de finale, les japonaise remportent leur troisième match contre l'Équateur 1-0. Ayant terminé premier de son groupe, le Japon a la chance d'aborder la phase éliminatoire de la compétition dans le tableau le plus facile. En huitième de finale, les joueuses de Norio Sasaki sont opposées aux Pays-Bas, le 23 juin au BC Place Stadium, et gagnent 2-1.
En quart de finale le 27 juin au stade du Commonwealth d'Edmonton, les joueuses nippones sont confrontées à l'Australie et arrachent leur billet pour les demi-finales en fin de rencontre grâce à un but de Mana Iwabuchi à la 87e minute (1-0). En demi-finale le 1er juillet au stade du Commonwealth, les japonaises sont opposées à l'Angleterre et se qualifient pour la finale dans les arrêts de jeu grâce à un but marqué contre son camp de Laura Basset à la 92e minute. Les Nadeshiko retrouvent encore une fois les États-Unis en finale de la compétition au BC Place Stadium le 5 juillet ; cette finale offre moins de suspense que les précédentes car les américaines maîtrisent beaucoup mieux le ballon et inscrivent déjà 4 buts après seulement 15 minutes de jeu. Une finale à sens unique remportée finalement 5-2 par l'équipe des États-Unis qui s'octroie son troisième titre mondial. La finale 2015 établit un nouveau record d'audience à télévision américaine pour un match de soccer avec près de 25,4 millions de téléspectateurs, tandis qu'au Japon, elle a été suivie par près de 11,6 millions de téléspectateurs (contre 9,8 millions en 2011).

### 2016-2021: bref déclin
Alors que le Japon reste sur un titre et une place de finaliste lors des deux dernières éditions de la Coupe du monde ainsi qu'une place de finaliste des Jeux olympiques 2012, il ne réussit pas à se qualifier pour les Jeux olympiques 2016 tandis que la Coupe du monde 2019 voit le pays du Soleil Levant être éliminé assez rapidement. Les Nadeshiko Japan, qui ne bénéficient plus de l'effet de surprise contrairement aux précédents tournois, passent le premier tour sans gloire, avec une courte victoire sur l'Écosse (2-1), un match nul et vierge contre l'Argentine (0-0) ainsi qu'une défaite (0-2) face à l'Angleterre lors du dernier match de poule pour la première place du groupe D. Les Nippones retrouvent les Pays-Bas au même stade de la compétition qu'il y a 4 ans, mais la confrontation tourne cette fois à l'avantage des Oranje qui prennent leur revanche et éliminent le Japon sur le même score par lequel elles avaient défaites en 2015 (1-2).
Le Japon rencontre les mêmes difficultés lors des Jeux olympiques 2020 organisés à domicile et décalés d'un an pour cause de pandémie de Covid-19. Devant son public, le Japon passe avec difficulté le premier tour, avec une victoire arrachée in extremis à l'orée du dernier quart d'heure de la partie lors de la dernière journée contre le Chili (1-0) pour terminer parmi les 2 meilleurs 3e de groupe, en ayant eu quelques frayeurs avec une tête de la Chilienne Francisca Lara ayant rebondi sur la ligne de but sans la franchir juste après avoir heurté la barre, et ce peu de temps avant le but salvateur nippon. Le Japon, qui avait entre-temps peiné contre les autres cadors du groupe (nul 1-1 contre le Canada après avoir été mené au score et avoir raté un penalty, défaite 0-1 contre la Grande-Bretagne), confirme ses difficultés face aux grosses nations à l'instar de ce premier tour et du Mondial 2019 en chutant au tour suivant contre la Suède (1-3).

### La nouvelle ère (2023-2024)

#### Coupe du monde 2023

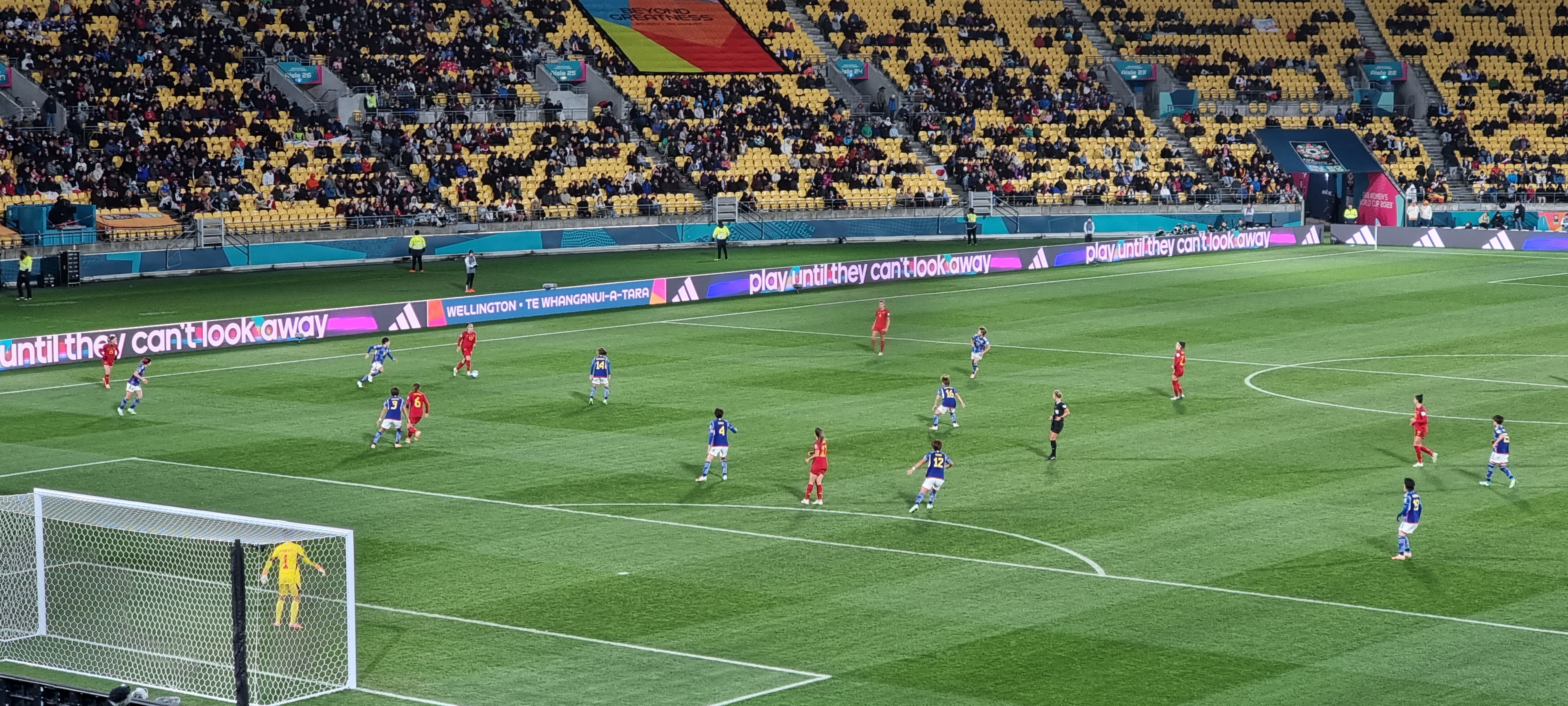
Le Japon joue contre l'Espagne lors de la Coupe du monde 2023 à Wellington, Nouvelle-Zélande.

Le Japon signe une entrée en matière beaucoup plus convaincante à l'occasion de la Coupe du monde 2023 disputée en Australie et en Nouvelle-Zélande. Les Nadeshiko Japan terminent en effet leur premier tour avec un bilan comptable parfait de 3 victoires en autant de rencontres disputées, avec la meilleure attaque des phases de poules (11 buts marqués) sans en avoir encaissé un seul. Le Japon, qui termine en tête de sa poule, a fait preuve d'une grande maîtrise technique et a notamment fait forte impression lors du dernier match pour la première place du groupe C en dominant largement l'Espagne, future vainqueure de la compétition (4-0). Ce fut un match historique qui a battu des records de la FIFA. Les 22% de possession de balle des Japonaises sont les plus faibles jamais enregistrés par une équipe victorieuse en Coupe du Monde féminine depuis 2011. Ce résultat est souvent comparé à celui du match masculin Japon 2-1 Espagne dans le Groupe E de la Coupe du Monde 2022 au Qatar, où les 18% de possession de balle du Japon sont les plus faibles pour une équipe victorieuse en Coupe du Monde depuis 1966,,. Les statistiques du match montrent que les Japonaises étaient plus incisives et efficaces, avec seulement 22% de possession de balle, moins de tirs tentés (7 contre 10), mais beaucoup plus de réalisme face aux cages adverses (5 tirs cadrés à 2 pour 4 buts inscrits à 0).
Les Nadeshiko Japan écartent ensuite la Norvège en 1/8e de finale (3-1) au cours d'un match globalement maîtrisé et retrouvent le stade des quarts de finale d'un Mondial pour la première fois depuis 2015, où elles font face à un autre adversaire scandinave, la Suède. Pourtant favori de la rencontre à la suite de son excellent début de compétition, le Japon est dépassé par l'engagement et l'impact physique et athlétique des joueuses nordiques et ne peut prendre sa revanche du quart de finale des JO de Tokyo, perdu 2 ans plus tôt au même stade de la compétition contre le même adversaire. En effet les Nadeshiko Japan passent d'abord à côté de leur match et se retrouvent mené de 2 buts à rien en début de 2e mi-temps avant de réagir trop tardivement, le but d'Honoka Hayashi à la 87e minute n'empêche pas la défaite des Nippones (1-2) qui auront raté un penalty 11 minutes avant cette réduction du score, au contraire des Suédoises qui ont quant à elles inscrit leur 2e but sur penalty.

#### Tournoi de football féminin des Jeux olympiques de Paris 2024
Après avoir éliminé la Corée du Nord au troisième tour du Tournoi de qualification olympique féminin de l'AFC 2024, les Nadeshiko du Japon sont revenues se qualifier pour les Jeux olympiques pour la première fois depuis Londres 2012 (elles n'ont pas réussi à se qualifier pour les Jeux de Rio 2016). Lors du premier match contre l'Espagne, elles ont ouvert le score grâce à un magnifique coup franc d'Aoba Fujino, mais les Espagnoles sont revenues en force en s'imposant 2-1 grâce aux buts d'Aitana Bonmatí et de Mariona Caldentey. Lors du deuxième match contre le Brésil, les Nadeshiko perdaient le match par 1-0 jusqu'à la fin du temps additionnel où un penalty de Saki Kumagai et un tir de 40 mètres de Momoko Tanikawa ont renversé le match et empêché le Japon d'être éliminé de la phase de groupe jusqu'à ce moment-là.
Lors du dernier match de la phase de groupe contre le Nigeria, les Japonaises se sont qualifiées pour les quarts de finale en s'imposant 3-1 grâce à des buts de Maika Hamano, Mina Tanaka et un coup franc de Hikaru Kitagawa. Bien qu'elles aient fait un grand match contre les États-Unis en quarts de finale, les Japonaises ont été éliminés en perdant contre les Américaines par 1-0 grâce à un but de Trinity Rodman en prolongation. Au final, les Nadeshiko Japan terminent la campagne parisienne à la cinquième place, la meilleure des non-semifinalistes.

## Parcours dans les compétitions internationales

### Parcours enCoupe du monde féminine de football

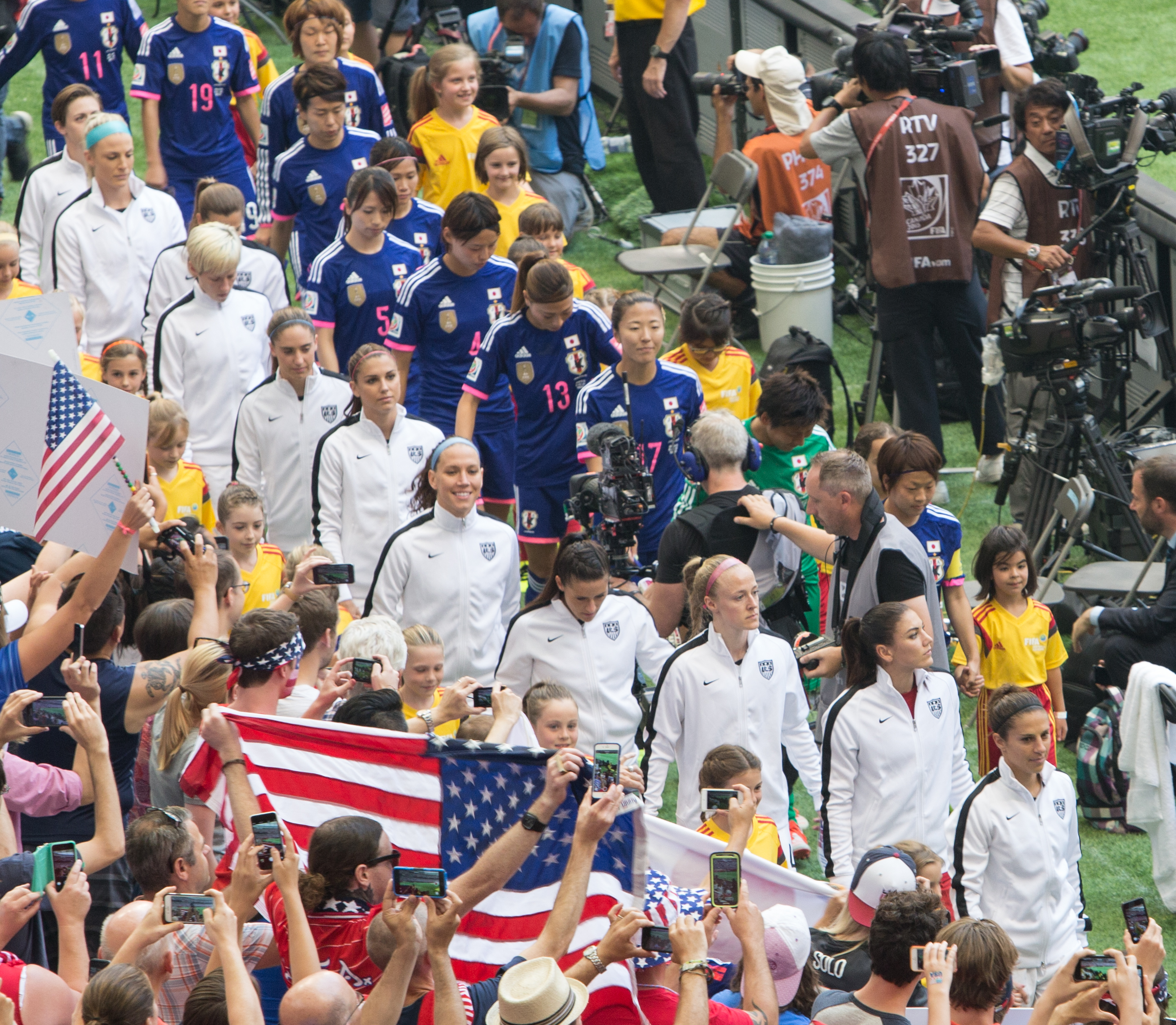
Entrée des équipes lors de la finale de la Coupe du monde 2015.

Le tableau ci-contre récapitule les performances du Japon en coupe du monde. Les Japonaises ont accédé à la finale à deux reprises : en 2011 où elles l'emportent sur les États-Unis, et en 2015 où elles se classent secondes derrière le même pays.

### Parcours auxJeux olympiques

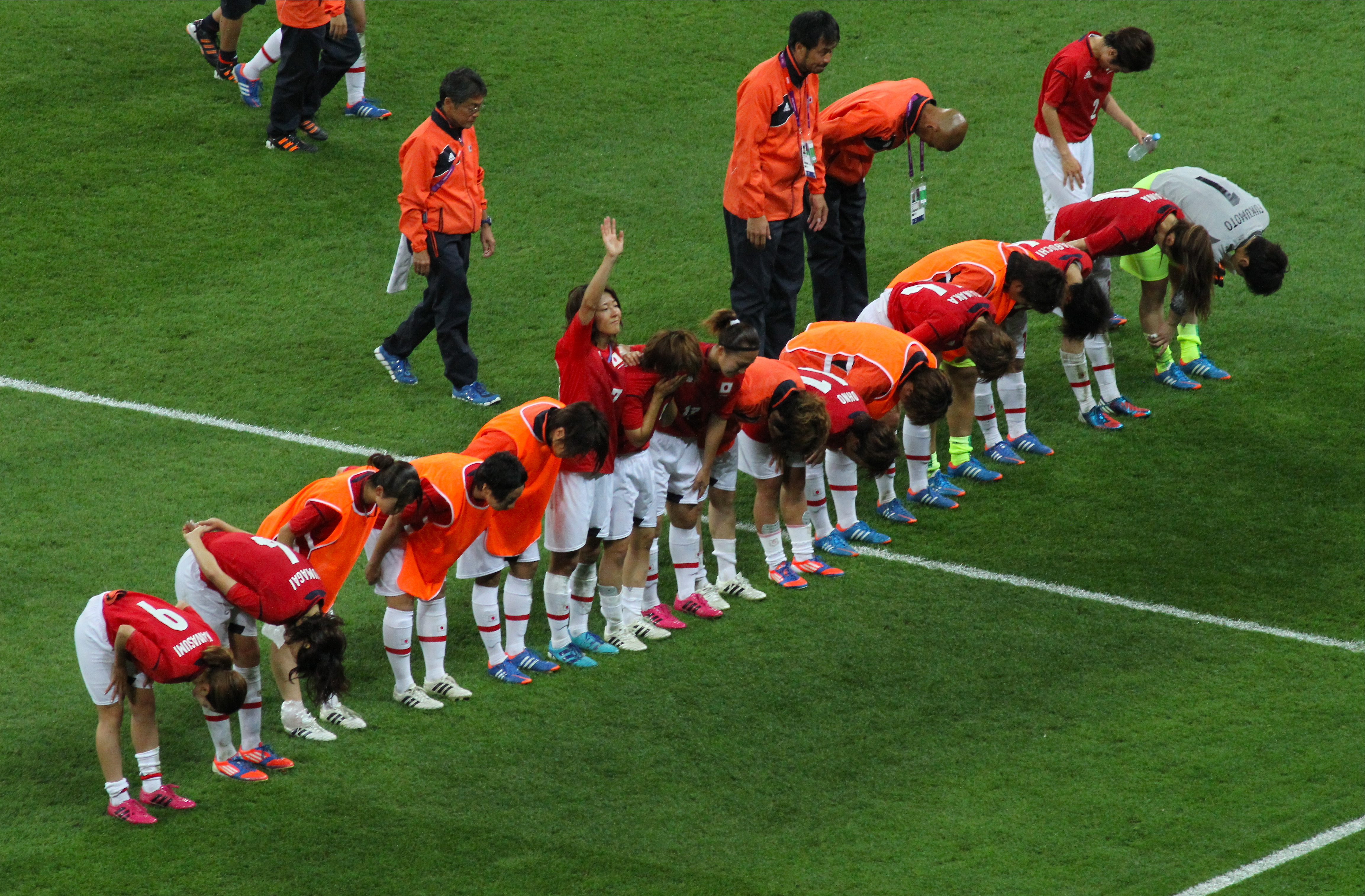
Les Nadeshiko remercient leur public après la défaite en finale des Jeux olympiques 2012.

Le tableau ci-contre récapitule les performances du Japon aux Jeux olympiques.

### Parcours enCoupe d'Asie féminine de football
Le tableau ci-contre récapitule les performances du Japon en Coupe d'Asie des nations.

### Parcours enChampionnat d'Asie de l'Est féminin de football
Le tableau ci-contre récapitule les performances du Japon en Championnat d'Asie de l'Est.

## Classement FIFA
| Année              | 2003 | 2004 | 2005 | 2006 | 2007 | 2008 | 2009 | 2010 | 2011 | 2012 | 2013 | 2014 | 2015 | 2016 | 2017 | 2018 | 2019 | 2020 | 2021 | 2022 | 2023 | 2024 |
| ------------------ | ---- | ---- | ---- | ---- | ---- | ---- | ---- | ---- | ---- | ---- | ---- | ---- | ---- | ---- | ---- | ---- | ---- | ---- | ---- | ---- | ---- | ---- |
| Classement mondial | 14   | 13   | 11   | 10   | 11   | 9    | 6    | 5    | 3    | 3    | 3    | 4    | 4    | 7    | 9    | 8    | 10   | 10   | 13   | 11   | 7    | 8    |
| Classement AFC     | 3    | 3    | 3    | 3    | 2    | 2    | 2    | 1    | 1    | 1    | 1    | 1    | 1    | 2    | 2    |      | 2    | 2    | 3    | 2    | 1    | 1    |

## Personnalités historiques de l'équipe du Japon

### Records individuels
| Rang | Joueuse          | Sélections | But(s) marqué(s) | Années    |
| 1    | Homare Sawa      | 205        | 83               | 1993-2015 |
| 2    | Aya Miyama       | 162        | 38               | 2003-2016 |
| 3    | Saki Kumagai     | 156        | 3                | 2008-     |
| 4    | Shinobu Ohno     | 139        | 40               | 2003-2016 |
| 5    | Yūki Ōgimi       | 132        | 58               | 2004-2016 |
| 6    | Kozue Andō       | 126        | 19               | 1999-2015 |
| 7    | Azusa Iwashimizu | 122        | 11               | 2006-2016 |
| 8    | Hiromi Isozaki   | 119        | 4                | 1997-2008 |
| 9    | Tomoe Sakai      | 114        | 8                | 1997-2008 |
| 9    | Aya Sameshima    | 114        | 5                | 2008-2021 |

| Rang | Joueuse         | Buts marqués | Sélections | Années    |
| 1    | Homare Sawa     | 83           | 205        | 1993-2015 |
| 2    | Yūki Ōgimi      | 58           | 132        | 2004-2016 |
| 3    | Kaori Nagamine  | 48           | 64         | 1983-1996 |
| 4    | Shinobu Ohno    | 40           | 139        | 2003-2016 |
| 5    | Aya Miyama      | 38           | 156        | 2003-2016 |
| 6    | Mio Ōtani       | 31           | 73         | 2000-2007 |
| 7    | Kioka Futaba    | 30           | 75         | 1981-1996 |
| 7    | Asako Takakura  | 30           | 79         | 1984-1996 |
| 9    | Nami Otake      | 29           | 46         | 1993-2000 |
| 10   | Tamaki Uchiyama | 26           | 58         | 1991-1999 |

### Principales joueuses notables d'hier et d'aujourd'hui
- Akemi Noda
- Kaori Nagamine
- Midori Honda
- Takako Tezuka
- Shiho Onodera
- Tomoe Katō
- Yumi Ōbe
- Mio Otani
- Asako Takakura
- Nozomi Yamago
- Eriko Arakawa
- Homare Sawa
- Kozue Andō
- Aya Miyama
- Miho Fukumoto
- Azusa Iwashimizu
- Shinobu Ohno
- Mizuho Sakaguchi
- Rumi Utsugi
- Nahomi Kawasumi
- Yūki Ōgimi
- Aya Sameshima
- Mana Iwabuchi
- Saki Kumagai

### Sélectionneurs

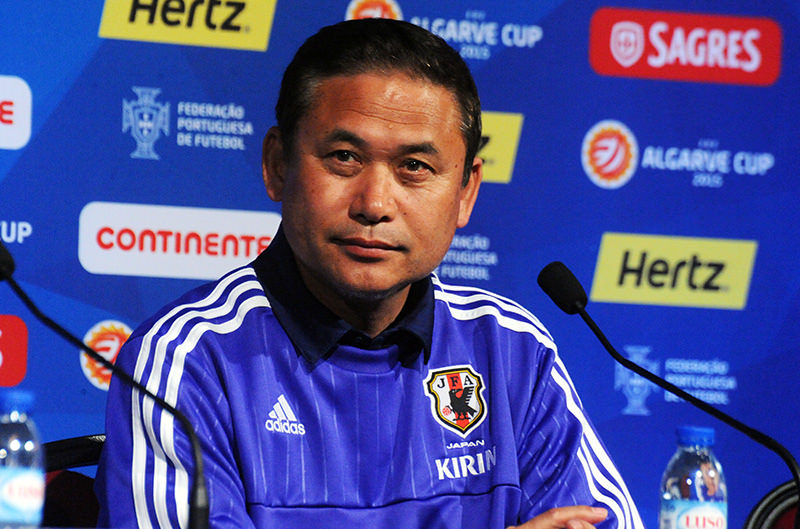
Norio Sasaki, sélectionneur des Nadeshiko de 2007 à 2016.

| Nom              | Année               |
| Ryōhei Suzuki    | 1986-1989           |
| Tamotsu Suzuki   | 1989-1996 puis 1999 |
| Satoshi Miyauchi | 1997-1999           |
| Shinobu Ikeda    | 2000-2001           |
| Eiji Ueda        | 2002-2004           |
| Hiroshi Ōhashi   | 2004-2007           |
| Norio Sasaki     | 2007-2016           |
| Asako Takakura   | 2016-2021           |
| Futoshi Ikeda    | 2021-2024           |
| Nils Nielsen     | 2024-               |